# Турдыев, Халил
Халил Турдыев (узб. Xalil Turdiyev; 1909, Чимкент, Чимкентский уезд, Сырдарьинская область, Туркестанский край, Российская империя — 1971, Ташкент, Узбекская ССР, СССР) — советский узбекский государственный и партийный деятель.

## Биография
Родился в 1909 году в Чимкенте. Член ВКП(б) с 1931 года.
С 1925 года — на общественной и политической работе. В 1925—1954 гг. — батрак, ученик слесаря, начальник школы ФЗО при заводе, председатель месткома, комсорг Ташкентского паровозоремонтного завода имени Кагановича, секретарь Ленинского райкома КП(б) Узбекистана, 1-й секретарь Фрунзенского райкома КП(б) Узбекистана города Ташкент, 1-й секретарь Бухарского областного комитета КП(б) Узбекистана, 3-й секретарь ЦК КП(б) Узбекистана, 1-й секретарь Ташкентского областного комитета КП(б) Узбекистана, 1-й секретарь Ферганского обкома КП Узбекистана, директор совхоза «Хазарбаг» Денауского района, председатель Исполнительного комитета Ташкентского областного Совета.
Избирался депутатом Верховного Совета СССР 1-го, 2-го, 3-го созывов.
Умер до 1971 года.

## Награды
- Орден Ленина
- три ордена Трудового Красного Знамени (25.12.1944, 1946, 16.01.1950)
- Орден «Знак Почёта» (1945)
- Орден Красной Звезды (1947)
- медали